# アエリア・エウドキア
アエリア・エウドキア・アウグスタ（ギリシア語：Αιλία Ευδοκία Αυγούστα, Aelia Eudocia, 401年 - 460年）は、東ローマ皇帝テオドシウス2世の皇后。

## 生涯
アテネの哲学者レオンティウスの子アテナイス（Athenais）として生まれ、古典文学と修辞技法の素養を身につけた。言い伝えによれば、父の死後に兄弟から相続財産がわずかしか分配されず、それを訴えにコンスタンティノープルへ出てきたという。彼女の見事な弁舌が、テオドシウス帝の姉プルケリアの関心をひき、彼女の女官に取り立てられた。のち、テオドシウスの妻に推薦された。
洗礼を受けてキリスト教徒となり、彼女は名前をアテナイスからアエリア・リキニア・エウドキア（Aelia Licinia Eudocia）と変えた。421年6月7日にテオドシウスと結婚し、のち長女リキニア・エウドクシアを出産すると『アウグスタ』とされた。エウドキアは、兄弟たちをトラキアやイリュリクムのコンスルにとりたてたり、知事とした。数年をえて、エウドキアとテオドシウスの夫婦仲は冷えたものとなっていった。
438年から439年にかけ、エウドキアはエルサレムへ巡礼へ出かけた。皇后としての豪華な装備であったといわれる。高名な修行者と交流し、エルサレムに詣でた彼女が帰国すると、皇姉プルケリアの嫉妬の的となった。一生を神に捧げるとして独身を宣言し、聖母マリアと同じ神性を帯びようとしたプルケリアに対し、実際に聖地へ行ったエウドキアも遜色ない皇后となっていたためだった。
440年、テオドシウスの友人であった有力貴族パウリヌスが失脚した。皇帝がエウドキアに与えたリンゴを、皇后がパウリヌスに与えたためという逸話（不義をあらわす）が伝えられているが、真相のほどは不明である。エウドキアは再びエルサレムへ向かった。その後20年間、首都へ戻ることはなく、文学に余生を捧げて死んだ。